# Albert Nobbs
Albert Nobbs is een Brits-Ierse film uit 2011, geregisseerd door Rodrigo García en gebaseerd op het kortverhaal The Singular Life of Albert Nobbs uit 1918 van de Ierse schrijver George Augustus Moore.

## Verhaal
Albert Nobbs (Glenn Close) is een verlegen butler in een hotel in Ierland in de 19de eeuw. Albert heeft een groot geheim want is in werkelijkheid een vrouw die zich al dertig jaar als man verkleedt. Ze spaart al haar inkomsten met de bedoeling een tabakswinkel te openen om zo op eigen benen te staan. Albert is verliefd op het dienstmeisje Helen maar die is aangetrokken tot de nieuwe klusjesman Joe, die later een alcoholistische bully blijkt te zijn. Mr. Hubert Page die schilderwerken in het hotel uitvoert, ontdekt het geheim van Albert maar blijkt ook een verklede vrouw te zijn. 

## Rolverdeling
| Acteur            | Personage     |
| ----------------- | ------------- |
| Glenn Close       | Albert Nobbs  |
| Mia Wasikowska    | Helen Dawes   |
| Aaron Johnson     | Joe Mackins   |
| Janet McTeer      | Hubert Page   |
| Pauline Collins   | Mrs. Baker    |
| Bronagh Gallagher | Cathleen Page |

## Prijzen en nominaties
De belangrijkste:
| Jaar | Prijs                      | Categorie                       | Genomineerde(n)                                      | Uitslag     |
| ---- | -------------------------- | ------------------------------- | ---------------------------------------------------- | ----------- |
| 2011 | Filmfestival San Sebastián | Premio Sebastiane               | Albert Nobbs                                         | Gewonnen    |
| 2012 | Oscar                      | Beste vrouwelijke hoofdrol      | Glenn Close                                          | Genomineerd |
| 2012 | Oscar                      | Beste vrouwelijke bijrol        | Janet McTeer                                         | Genomineerd |
| 2012 | Oscar                      | Beste grime en haarstijl        | Martial Corneville, Lynn Johnson & Matthew W. Mungle | Genomineerd |
| 2012 | Golden Globe               | Beste actrice in een dramafilm  | Glenn Close                                          | Genomineerd |
| 2012 | Golden Globe               | Beste vrouwelijke bijrol – film | Janet McTeer                                         | Genomineerd |
| 2012 | Golden Globe               | Beste filmsong                  | "Lay Your Head Down" (Brian Byrne & Glenn Close)     | Genomineerd |